# Pavlovsk (Sint-Petersburg)
Pavlovsk (Russisch: Павловск) is een stad in Rusland, gelegen in het federaal district Sint-Petersburg. De plaats ligt 30 kilometer van Sint-Petersburg, net ten zuiden van Tsarskoje Selo. De stad had in 2002 ongeveer 15.000 inwoners.
De stad is ontstaan rondom het Pavlovsk paleis, een van de bekendste verblijven van de Russische Keizerlijke familie. Het paleis maakt deel uit van het werelderfgoed Sint-Petersburg.

## Geschiedenis

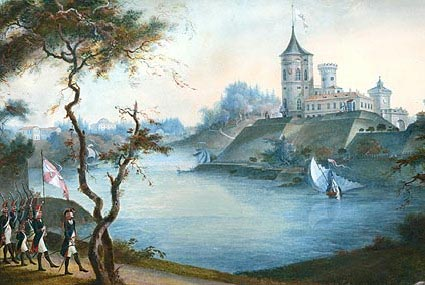
Een klein fort werd gebouwd in Pavlovsk ter amusement van Paul I van Rusland.

De geschiedenis van Pavlovsk begon in 1777, toen Catharina II van Rusland 395 hectare land langs de rivier Slavjanka aan haar pasgeboren zoon Paul I (Russisch: Pavel I) gaf. De naam Pavlovsk is afgeleid van zijn naam.
In 1780 kreeg de Schotse architect Charles Cameron de opdracht om een fort te bouwen in Pavlovsk. Hij ontwierp een neoclassicistisch paleis dat twee jaar later door Paul werd goedgekeurd. Rondom het paleis werd een grote Engelse tuin aangelegd met vele tempels, bruggen en standbeelden.
Rondom het paleis begon al snel een nederzetting te ontstaan. Toen Paul in 1796 de troon besteeg, was deze nederzetting al groot genoeg geworden om voor een stad door te kunnen gaan. Na Pauls dood werd het paleis een verblijf voor zijn weduwe, Sophia Dorothea Augusta Louisa van Württemberg. Die gaf het paleis vervolgens door aan een tak van het Huis Romanov.
Het paleis werd in de loop der tijd een favoriet zomerverblijf voor rijke inwoners van de Russische hoofdstad. Dit leidde er onder andere toe dat op 10 oktober 1837 de eerste spoorweg in Rusland, gelegen tussen Sint-Petersburg en Pavlovsk, in gebruik werd genomen. Het treinstation werd als concerthal gebruikt, waar onder andere Johann Strauss jr., Franz Liszt en Robert Schumann optredens gaven.
Op 30 april 1909 organiseerde de Russische kolonel Oleg Pantoechov de eerste Russische scoutingbijeenkomst in Pavlovsk.

## Geboren
- Olga Konstantinovna van Rusland (1851-1926), koningin van Griekenland

## Galerij

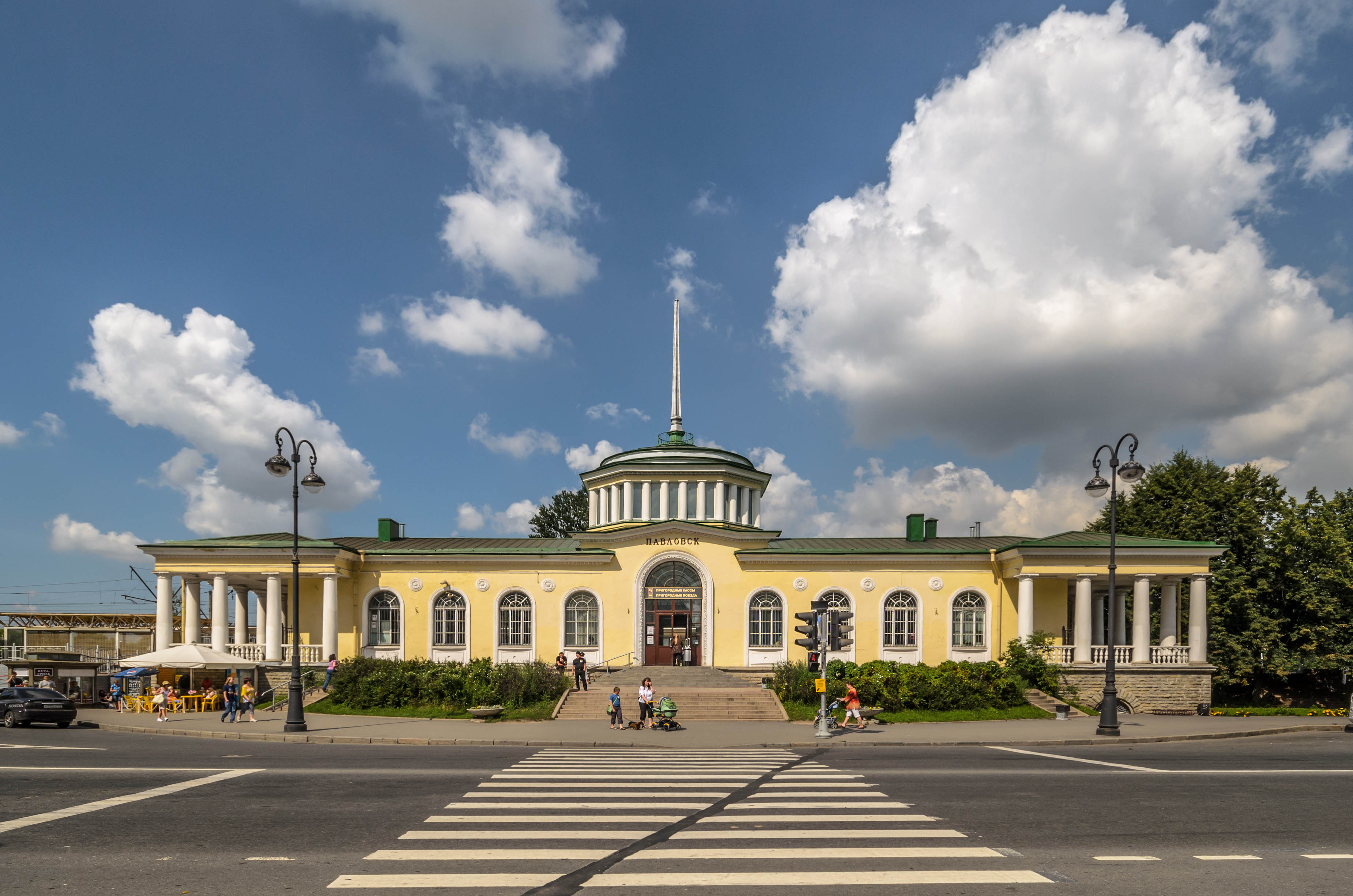
Het treinstation van Pavlovsk
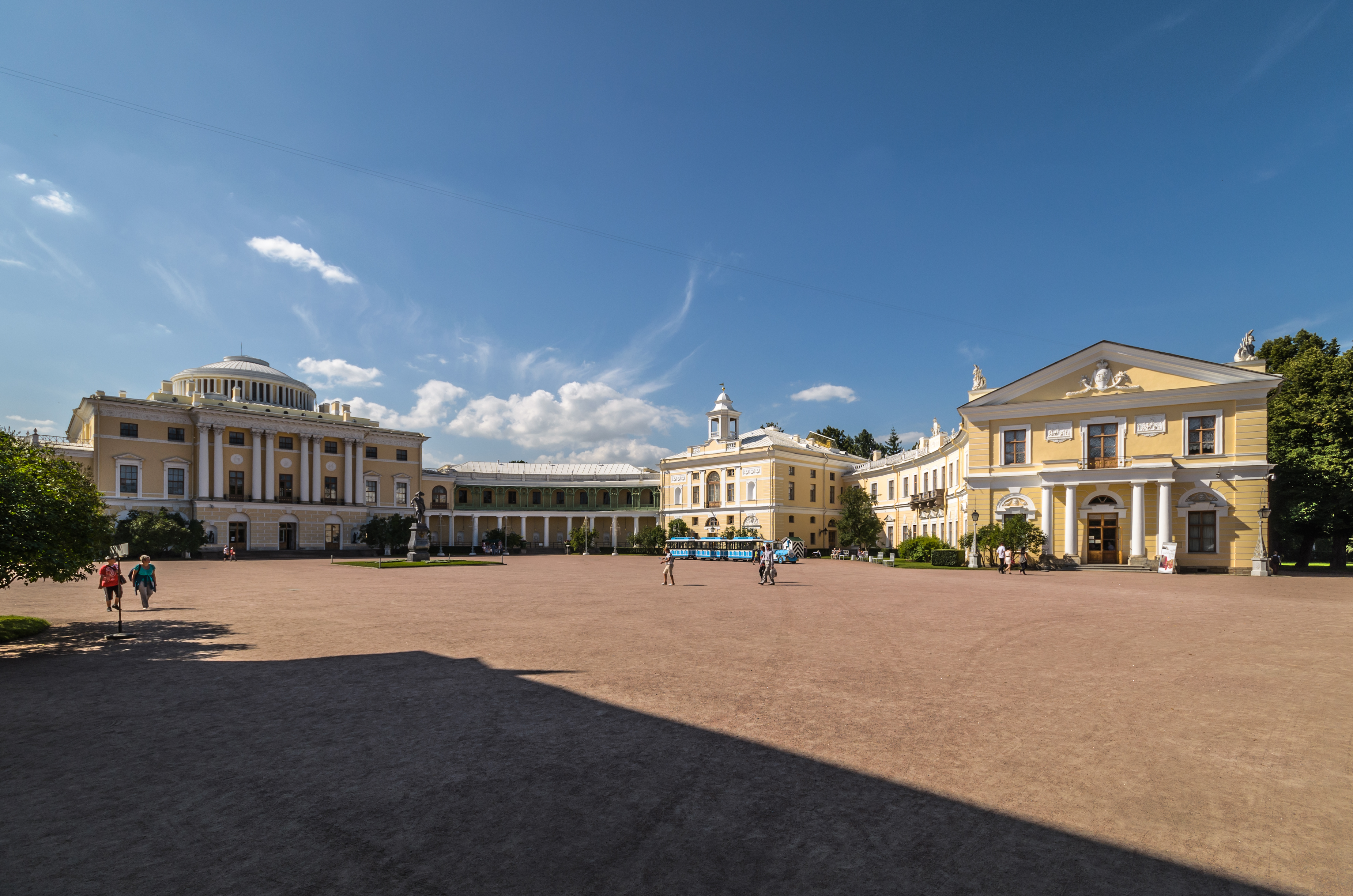
Het paleis in Pavlovsk
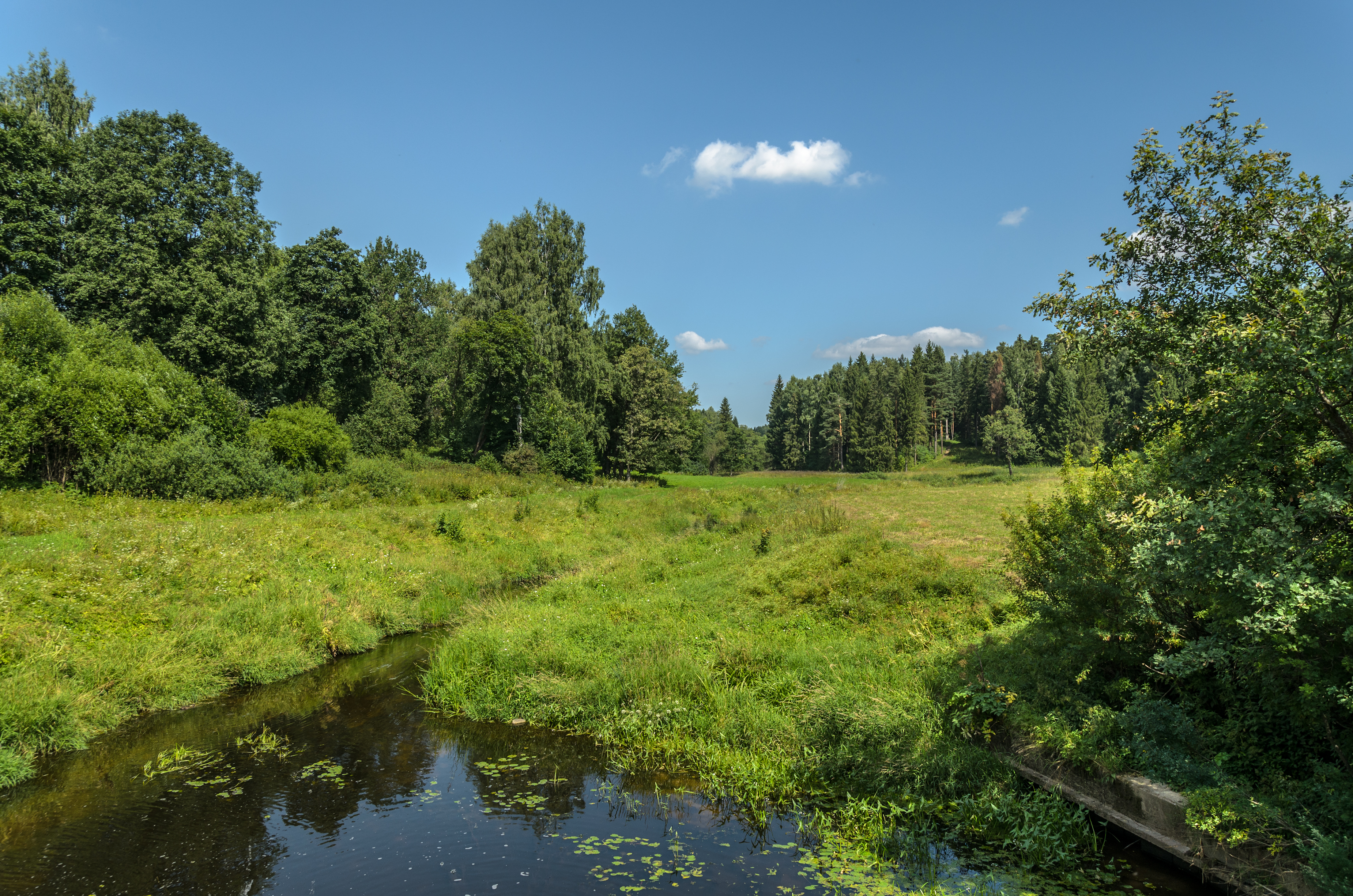
Pavlovskpark
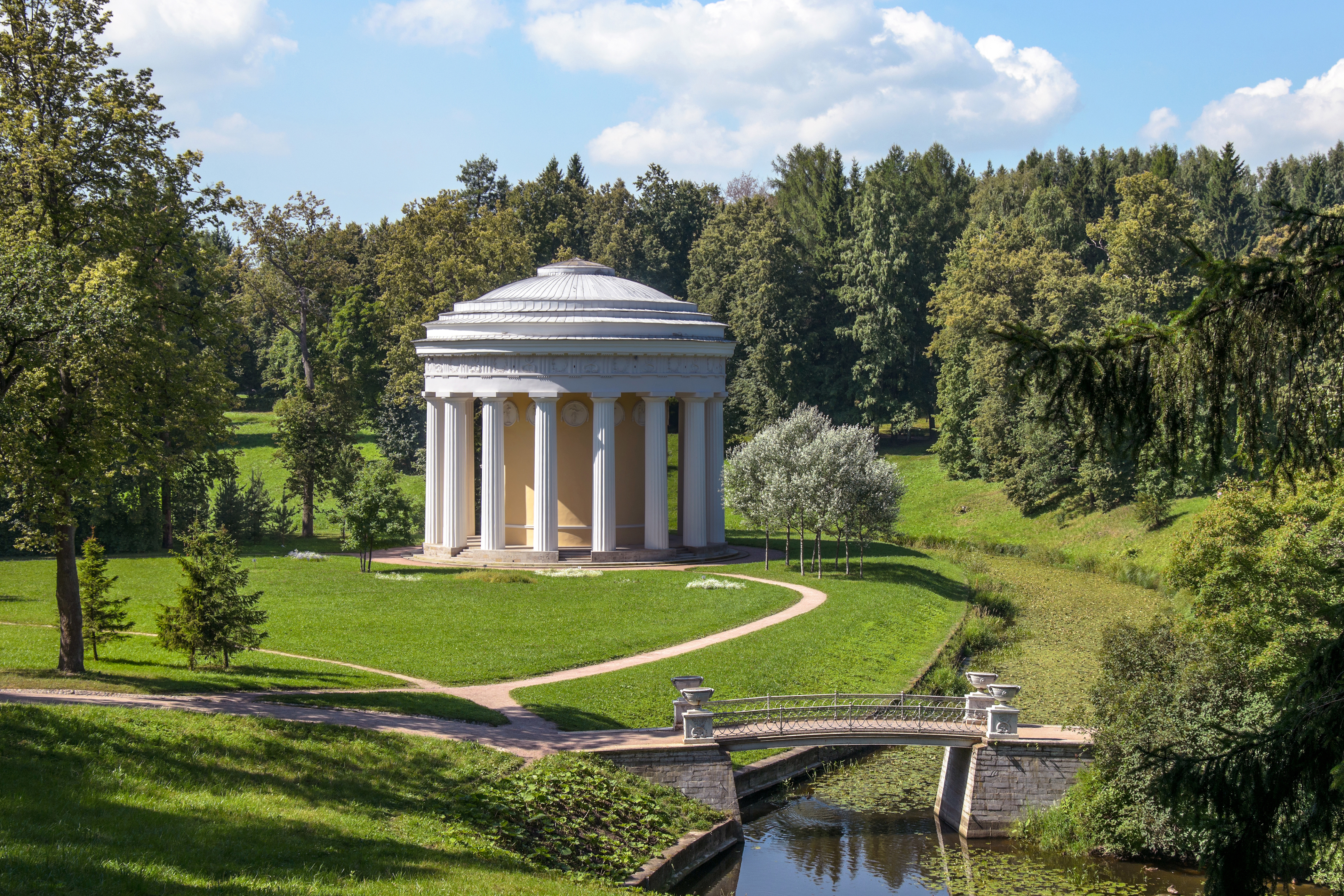
Pavlovskpark: de Vriendschapstempel